# Биафрийский фунт
Биафрийский фунт (англ. Biafran pound) — валюта сепаратистского частично признанного государства Биафра, существовавшего с 1967 по 1970 год на юго-востоке Нигерии. Не имел хождения за пределами Биафры.
Первый выпуск банкнот Биафры номиналами 5 шиллингов и 1 фунт состоялся в 1967 году, а второй — в следующем, 1968 году, когда в обращение вошли банкноты достоинством 10 шиллингов, 5 фунтов и 10 фунтов. Серия алюминиевых монет номиналами 3 пенса, 6 пенсов, 1 шиллинг и 2,5 шиллинга была отчеканена в 1969 году.
Банкноты биафрийского фунта 1967 и 1968 годов выпуска полностью отличались друг от друга. В целях поддержания исторически сложившейся традиции на банкнотах изображался символ Британской Западной Африки — одинокая пальма на фоне восходящего солнца.
Несмотря на непризнание биафрийского фунта мировым сообществом и кратковременность его существования и обращения, на сегодняшний день монеты и банкноты Биафры представляют определённую ценность для коллекционеров и продаются по цене, значительно превышающей номинальную.
По сообщениям, опубликованным на сайте биафрийской диаспоры за рубежом, на сегодняшний день валюта исчезнувшего государства продолжает находиться в обращении на территории Западной Африки и между членами биафрийской общины в Нью-Йорке, являясь «законным платёжным средством». Кроме того, на сайте указано, что один биафрийский фунт по курсу равен 180 нигерийским найрам.

## История

### Создание Банка Биафры
После провозглашения независимости Биафры перед руководителями республики встал ряд важных вопросов, в том числе, вопрос о создании новых государственных учреждений. Банк Биафры был учреждён «Указом № 3 от 1967 года» (также известен как «Указ о создании Банка Биафры»). В соответствии с этим указом на Банк возлагались такие задачи, как обмен иностранной валюты и контроль над государственным долгом страны. Руководство банком предписывалось осуществлять управляющему, а также нескольким членам совета директоров (не менее четырёх), которые должны были назначаться лично военным губернатором. Судя по подписям на банкнотах Биафры, должность управляющего банком занимал некто Сильвестр У. Укуо (англ. Sylvester U. Uqoh), но больше о нём ничего неизвестно, как и о людях, входивших в совет директоров.
К Банку Биафры перешло по наследству всё имущество нигерийских банков, располагавшихся на территории самопровозглашённой республики, в том числе и запасы валюты, который на тот момент являлся нигерийский фунт. Биафрийское руководство не сразу приступило к введению собственной денежной единицы — первоначально ей оставалась нигерийская. Пункт 8 «Указа № 3» гласил:

Банкноты и монеты Федеративной Республики Нигерия, останутся законным платёжным средством в Республике Биафра до тех пор, пока Военный Губернатор не издаст новых указаний.Оригинальный текст (англ.)Currency notes and coins of the Federal Republic of Nigeria shall remain legal tender in the Republic of Biafra until such further day as the Military Governor may specify.

## Монеты
| Монеты регулярной чеканки | Монеты регулярной чеканки | Монеты регулярной чеканки | Монеты регулярной чеканки | Монеты регулярной чеканки | Монеты регулярной чеканки | Монеты регулярной чеканки | Монеты регулярной чеканки                  | Монеты регулярной чеканки | Монеты регулярной чеканки | Монеты регулярной чеканки |
| Изображение               | Изображение               | Номинал                   | Параметры                 | Параметры                 | Параметры                 | Описание                  | Описание                                   | Описание                  | Дата                      | Дата                      |
| Аверс                     | Реверс                    | Номинал                   | Диаметр                   | Масса                     | Материал                  | Гурт                      | Аверс                                      | Реверс                    | выпуска                   | отмены                    |
| ------------------------- | ------------------------- | ------------------------- | ------------------------- | ------------------------- | ------------------------- | ------------------------- | ------------------------------------------ | ------------------------- | ------------------------- | ------------------------- |
|                           |                           | 3 пенса                   | 17 мм                     | 0,75 г                    | Алюминий Al97/Mg03        | Гладкий                   | одинокая пальма на фоне восходящего солнца | Номинал                   | 1 мая 1960 года           | 30 июня 1991 года         |
|                           |                           | 6 пенсов                  | 19 мм                     | 1,10 г                    | Алюминий Al97/Mg03        | Гладкий                   | одинокая пальма на фоне восходящего солнца | Номинал                   | 15 мая 1968 года          | 30 июня 1991 года         |
|                           |                           | 1 шиллинг                 | 21 мм                     | 1,50 г                    | Алюминий Al97/Mg03        | Гладкий                   | одинокая пальма на фоне восходящего солнца | Номинал                   | 1 декабря 1963 года       | 30 июня 1991 года         |
|                           |                           | 2½ шиллинга               | 23 мм                     | 2,0 г                     | Алюминий                  | Рубчатый                  | одинокая пальма на фоне восходящего солнца | Номинал                   | 1 июня 1958 года          | 30 июня 1991 года         |
|                           |                           | 1 фунт                    | 25 мм                     | 19,76 г                   | Серебро (750-я проба)     | Гладкий                   | одинокая пальма на фоне восходящего солнца | Номинал                   | 2 июля 1956 года          |                           |